# Nagy nyárfacincér
A nagy nyárfacincér (Saperda carcharias) a cincérfélék családjába tartozó, Európában és Nyugat-Ázsiában honos, nyárfákon élő bogárfaj.  

## Megjelenése
A nagy nyárfacincér 21-33 mm hosszú. Színe fekete, testét sárgás vagy hamuszürkés molyhos szőrzet takarja, amely a test alsó oldalán hosszabb és sűrűbb, színe pedig némileg változó, így a rovar világosszürkésnek vagy okkersárgásnak is tűnhet. Fején viszonylag nagy, rajta elszórtan, nyakpajzsán sűrűbben, hosszú, felálló fekete szőrök láthatók. Csápjai hosszúak (a hímek esetében kicsivel hosszabbak a testnél), kissé végük felé vékonyodnak, feketén gyűrűzöttek (az utolsó íz kivételével). Szárnyfedői "vállasok", elöl a legszélesebbek és a rovar vége felé fokozatosan keskenyednek. Lábai viszonylag rövidek és erőteljesek, szintén molyhosak. 
A pete hosszan megnyúlt, tojás alakú, 3,5-4,1 mm hosszú és 1,5-1,8 mm széles. Héja igen ellenálló színe eleinte fehéres vagy halványsárgás, később barna. 
Lárvája lábatlan, megnyúlt, húsos, színe sárgásfehér, feje sötétbarna. Az első tori szelvény hátoldalán nagy, szögletes kitinizált folt látható. Kikelés után 4,5 mm, kifejletten 38–40 mm hosszúak. 
Bábja szabad báb, 25–30 mm hosszú. Színe eleinte fényes fehéres-sárgás, majd fokozatosan sötétedik; kikelés előtt sötét sárgásbarna.

## Elterjedése
Európában, a Kaukázusban és Nyugat-Szibériában honos. Észak-Amerikában a nagyon hasonló S. calcarata váltja fel. Magyarországon általánosan elterjedt, szinte minden 4-5 éves nyárállományban előfordul, néha a 2-3 évesekben is. Leginkább az Alföldön, ártéri erdőségekben, valamint a dombvidéken elterjedt, de csak helyenként gyakori. 

## Életmódja
A nagy nyárfacincér különféle nyárfafajokon él, de van amelyiket kevésbé kedveli, legritkábban a fehér és szürke nyárat károsítja. 
Az imágók a május végétől az augusztus elejéig terjedő időszakban (leginkább június második felében) kelnek ki a bábból, majd némi levelekkel, fiatal hajtásokkal való táplálkozás után azonnal rajzanak. Nappal inkább a leveleken, esetleg a fatörzseken vagy a hajtásokon tartózkodnak. A rajzásra este (naplementétől a teljes besötétedésig) kerül sor. A nőstények pár nappal később rakják le petéiket, amiket egyesével a törzs tövénél rágott kis hasadékba helyeznek el és átlátszó folyadékkal vonnak be. A petékből 2–3 hét múlva kelnek ki a lárvák, amelyek a kéreg alá furakodnak és ott hosszú, lapos, vagy üregszerű járatokat készítenek. A lárva áttelel, majd második életévében tovább rágja a fát, majd ismét áttelel és a harmadik év tavaszán vagy nyár elején bebábozódik. A bábból 2-3 múlva bújnak elő az imágók, de 1-2 hétig még a bábkamrában marad ahol erősödik és megkapja felnőttkori színezetét. 
A fejlett lárva járata mélyen a behatol a fatestbe, függőleges, vagy ferde irányú; vékonyabb törzsek esetén egészen a bélben halad. Átlagosan 1-2 cm szélesek, de elérhetik a 2,5 cm-t is. Belsejüket rostos rágcsálék tömi el. A bábkamra a felső végében található, általában 1-1,5 méteres magasságban. A cincérlárva jelenlétét a fa tövénél látható, járatokból kitúrt rágcsálékhalmocskák jelzik. 

## Jelentősége
A nagy nyárfacincér jelentős károkat okozhat a nyárfaültetvényekben. A lárvák rágása miatt csökken a fák életereje és utat nyit a másodlagos károsítók előtt. Károsítása következményeképpen a fiatal fák teljesen kiszáradhatnak, de az idősebb fák koronája, vagy csúcsa is elszáradhat. A fa alsó, 1–1,5 m-es szakasza műszaki felhasználásra alkalmatlanná válik. A rovar a gyengébb, a sínylődő, beteg egyedeket részesíti előnyben, de megtámadja az egészséges fákat is.

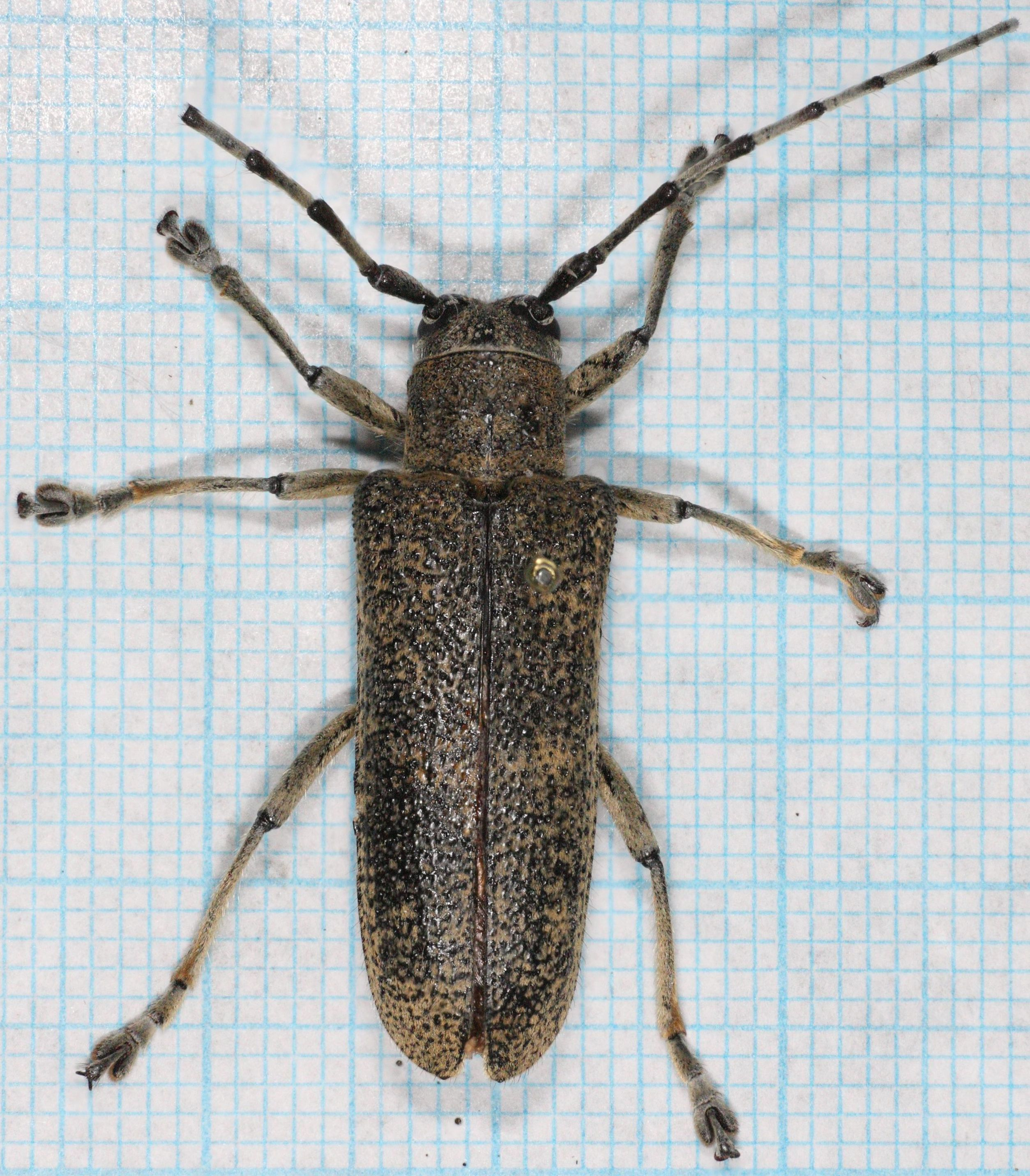
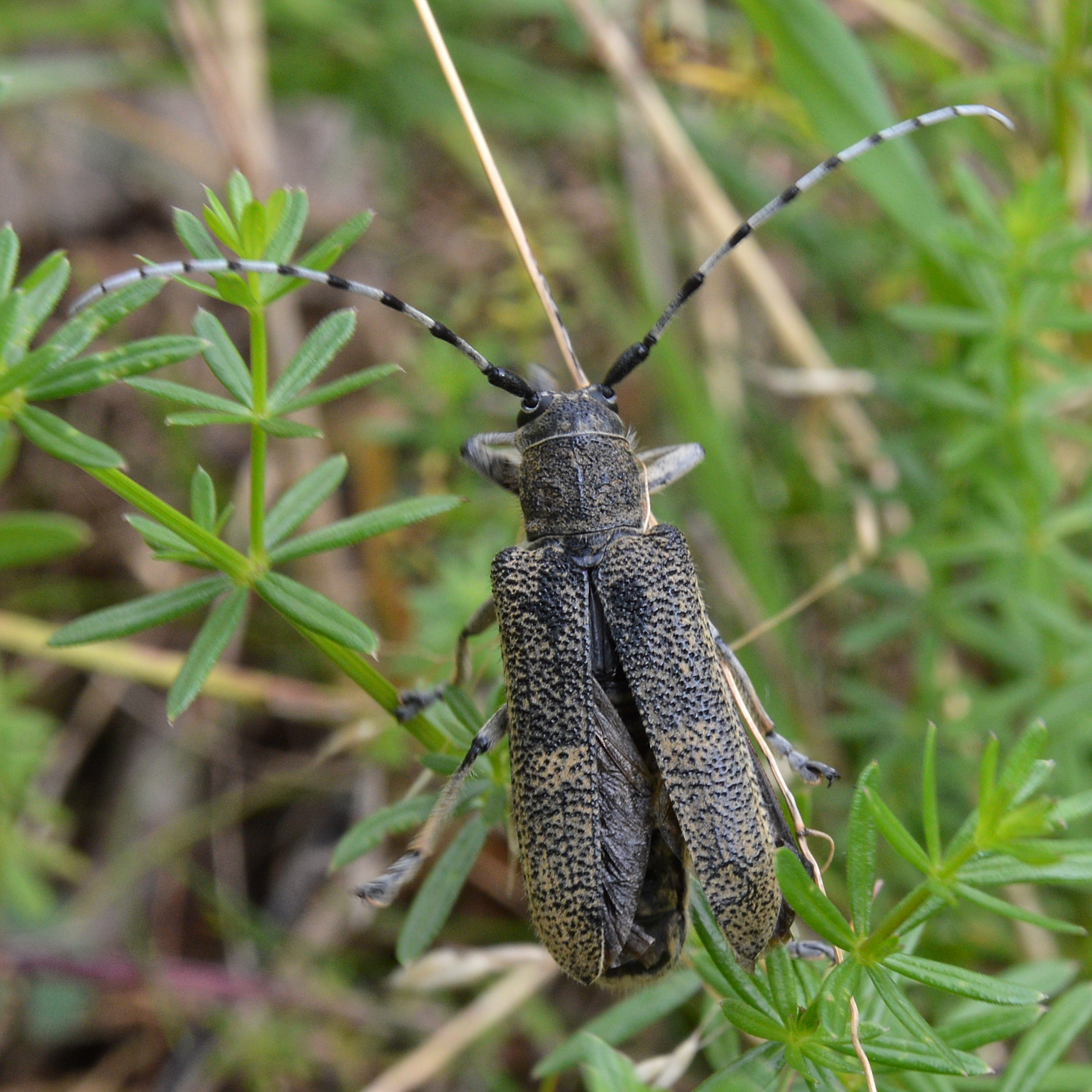
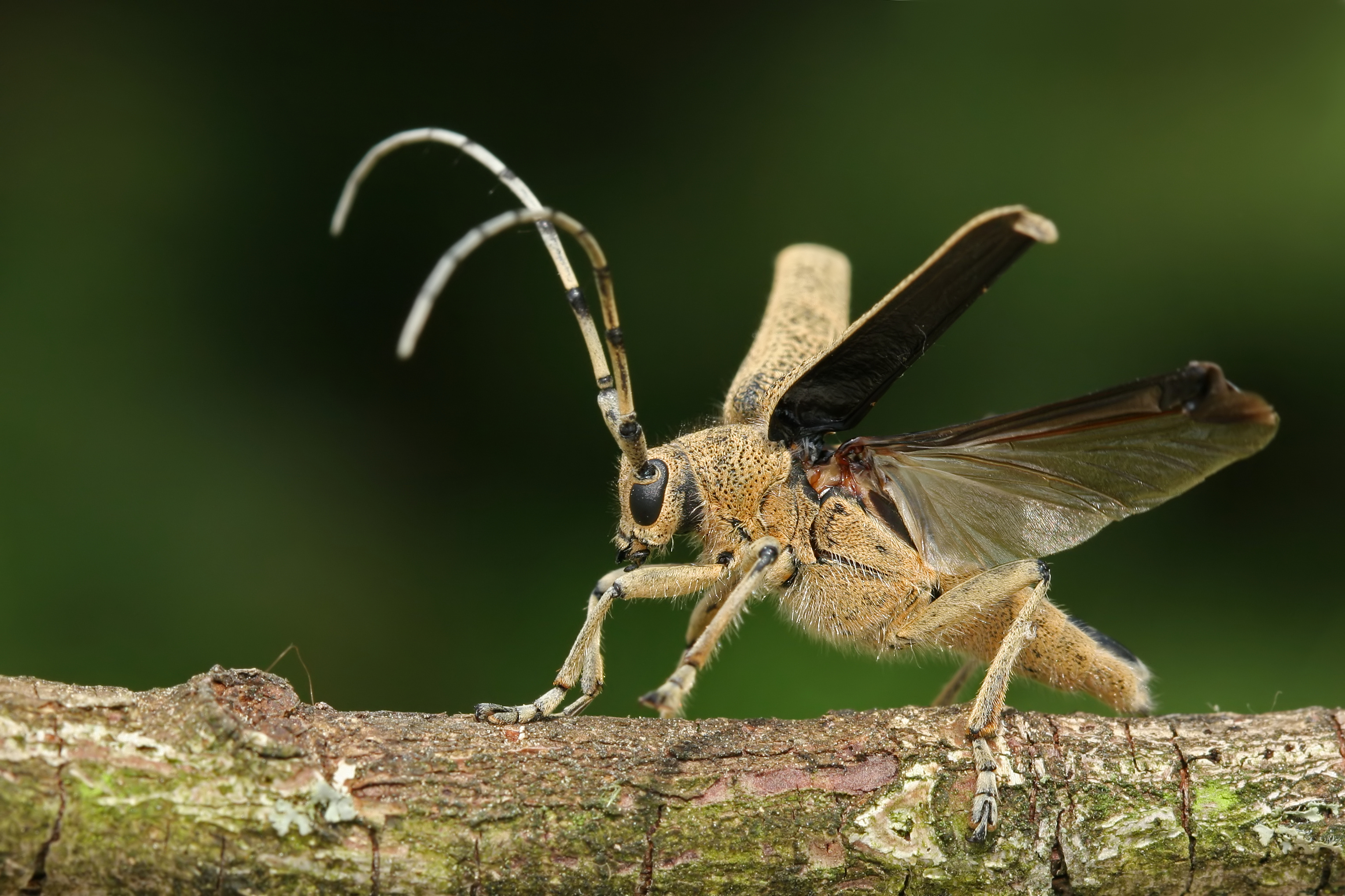
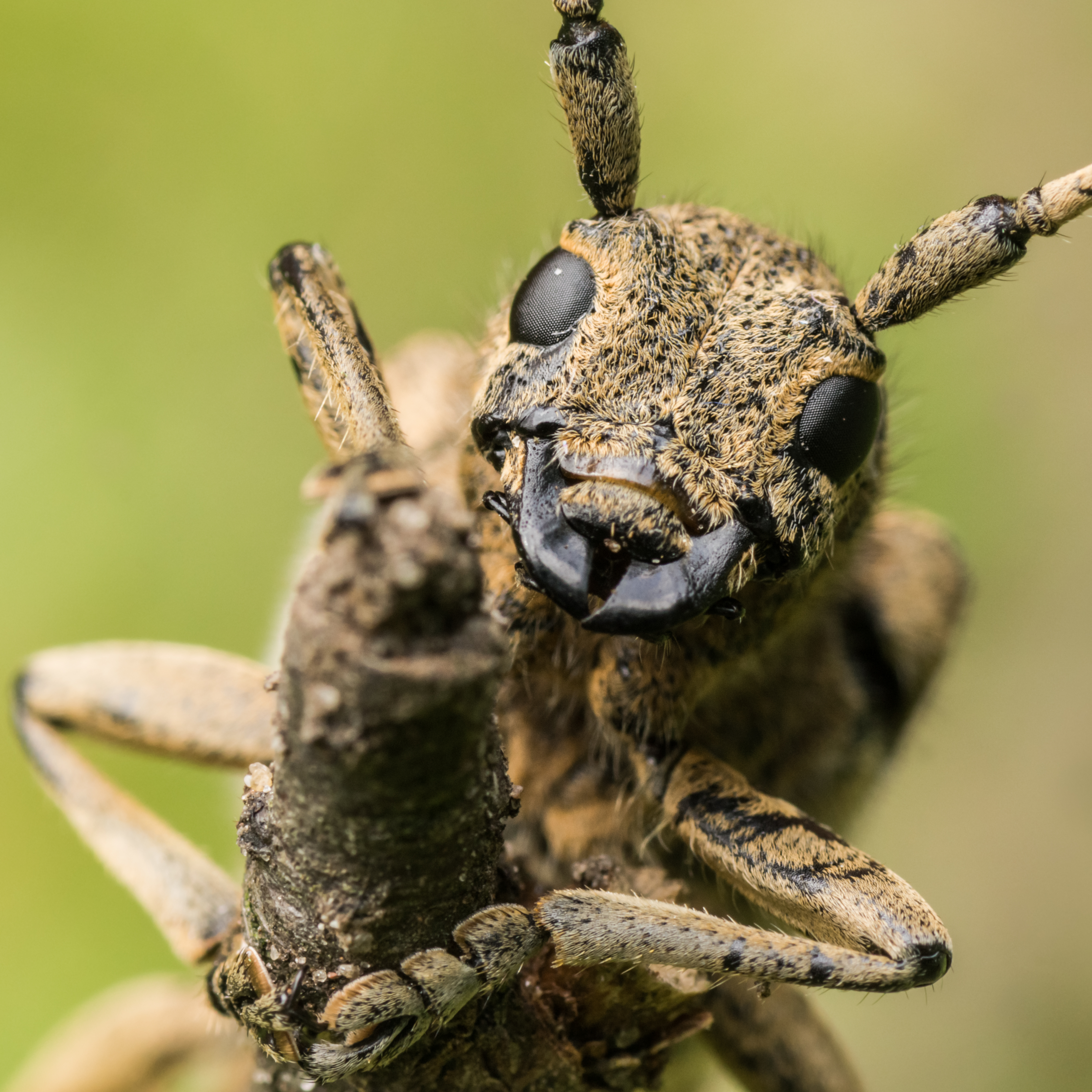
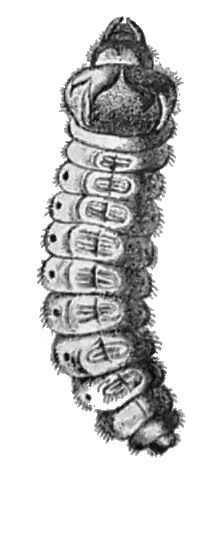